# Vườn quốc gia Iron Range
Vườn quốc gia Iron Range là một vườn quốc gia ở Queensland, Úc.
Iron Range là một Vườn Quốc gia nằm ở Queensland, Úc, cách Brisbane 1.940 km về hướng tây bắc và cách Weipa 100 km về phía bắc bán đảo Cape York, Queensland. Trong Vườn Quốc gia là Khu vực Sắt (Lockhart River Resource Reserve), khu khai thác mỏ Scrubby Creek và Khu Bảo tồn Thổ Dân Thổ Dân Lockhart River. Trong Thế chiến II, một số đơn vị Lục quân Úc đã đóng quân trong khu vực.